# Patrick Fauconnier
Pour les articles homonymes, voir Fauconnier.
Patrick Fauconnier, né le 5 août 1943 à La Barde et mort le 20 avril 2022 à Paris, est un journaliste français et fondateur du magazine Challenges.
Il est journaliste au Nouvel Observateur et à Challenges jusqu’en 2014. Il a rédigé plusieurs ouvrages sur les grandes écoles françaises.

## Biographie
Diplômé de l'ESSEC en 1967, Patrick Fauconnier est directeur de la communication, puis directeur des relations de cette école de commerce avec les entreprises, de 1975 à 1980. Il fonde ensuite Challenges.
Il publie Le Talent qui dort, la France en panne d'entrepreneurs en 1996, qui affirme que les grandes écoles forment des gestionnaires qui gèrent les richesses, mais très peu d'entrepreneurs qui les créent,. En 2005, il publie aux éditions du Seuil La Fabrique des Meilleurs, enquête sur une culture d'exclusion, prix du livre d'économie en 2006. Ce livre critique le modèle d'enseignement français que Patrick Fauconnier considère comme trop centré sur la sélection d'une petite élite au détriment du plus grand nombre. Pour lui, l'école française fonctionne comme une raffinerie qui note, trie et élimine beaucoup, et trop tôt, au lieu d'être une pépinière qui aide les élèves en difficulté. La devise de cette école étant « à chacun selon ses mérites », les élites françaises estiment que les « déchus de l'école » n'ont eu que ce qu'ils méritent, ce qui explique le retard des « écoles de la deuxième chance » en France,.
En 2001, il a publié dans le Nouvel Observateur, avec la journaliste Fanny Weiersmuller, des reportages sur de jeunes entrepreneurs sans diplômes distingués par le concours Talents des Cités ; il fait publier cette enquête sous forme d'une brochure destinée à populariser ces « entrepreneurs des Cités », notamment auprès des médias. L'idée a été reprise ensuite et pérennisée par le ministère de la Ville, qui depuis, parraine chaque année, au Sénat, la remise des trophées « Talents des Cités ».
En 2017, il publie chez Fauves Éditions Université : innover ou sombrer, dans lequel il dénonce le très long mépris qu'ont eu les pouvoirs publics pour l'université, aboutissant à un manque criant de moyens qui enraye le rayonnement scientifique de la France, avec aucune université française dans les cent premières au Palmarès du Times, et aucune dans les 35 premières du Palmarès de Shanghaï. Il prône également un rapprochement entre les grandes écoles et l'université.
Il meurt le 20 avril 2022 dans le 14e arrondissement de Paris,,.